# قاقم

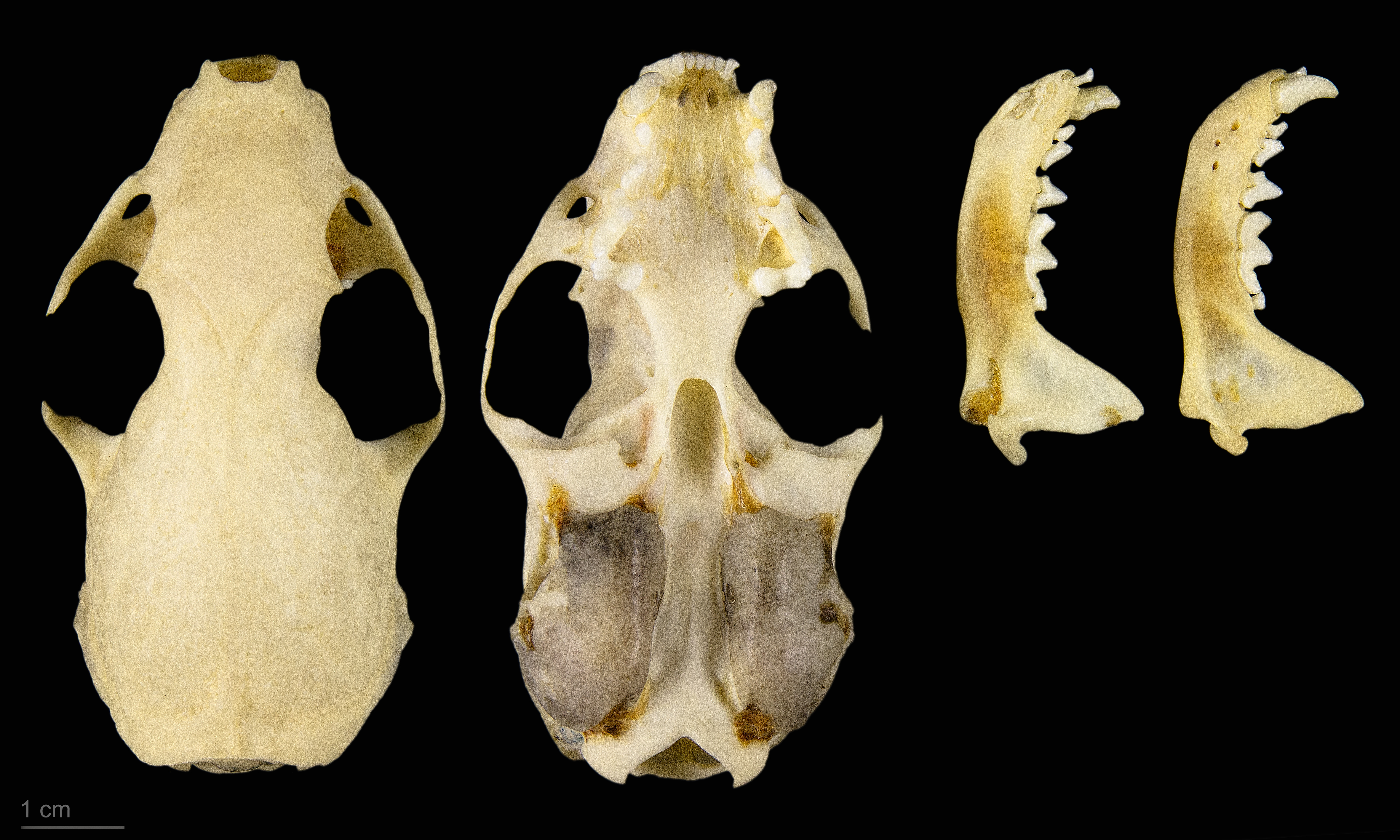
Mustela erminea

قاقم (نام علمی: Mustela erminea) جانوری از خانواده راسوها و بومی بخش‌های شمالی اوراسیا و آمریکای شمالی است. قاقم نسبت به راسوی کوچک کمی بزرگ‌تر است و دم بلندتری دارد که انتهای آن تیره است.
قاقم کمابیش در سراسر نیم‌کره شمالی و مناطق شمالگانی و زیرشمالگانی یافت می‌شود. در قرن نوزدهم برای مهار افزایش جمعیت خرگوشها، قاقم را همراه با دو گونه دیگر راسو به نیوزیلند نیز وارد کرده‌اند اما این کار باعث شد تا قاقم‌ها به سراغ پرندگان بومی بروند که طعمه‌های آسان‌تری بودند و باعث انقراض برخی گونه‌ها و کاهش شدید جمعیت بسیاری از انواع دیگر پرندگان بشوند. به طوری که قاقم به یکی از مخرب‌ترین گونه‌های مهاجم در محیط زیست نیوزیلند تبدیل شده‌است.
قاقم‌ها شب‌رو و پگاه‌رو هستند ولی گاه در روز هم به بیرون می‌آیند.
قاقم به هنگام پیگرد شکار خود به صورت مارپیچی حرکت می‌کند؛ و نسبت به اندامش شتاب بالایی دارد. قاقم شناگر ماهری نیز هست و توانسته‌است شمار خود را در جزایر نزدیک به کرانه نیز گسترش دهد.
قاقم یکی از اندک گونه‌های جانوری است که به خاطر بدن باریک و دراز خود می‌تواند جانوران دالان رو را در دالان‌های لانه‌های خودشان دنبال کند.
قاقم برای جبران این شکل از بدن، پاهایی کوتاه، گوش‌هایی کوچک، سوخت‌وسازی بالا و در زمستان خزی پرپشت پیدا کرده‌است. قاقم نر تا ۳۰ سانتیمتر رشد می‌کنند و نرهای آن بسیار بزرگ‌تر از ماده‌ها هستند.

## ایران
قاقم بیشتر در بخش شمالی ایران مشاهده می‌شود و مردم محلی به آن «عاروسَک» می‌گویند. این حیوان به مردم محلی خسارات زیادی وارد می‌کند و معمولاً ماکیان (مانند مرغ، اردک، کبک و …) ساکنان را کشته و از خون آنها می‌مکد.

## خز قاقم
از خز قاقم در پوستین‌دوزی استفاده می‌شود. پوست سفید و نرم شکم آن خز گرانبهایی است. در داستان‌های شاهنامه نخستین شکار قاقم برای بهره‌گیری از پوست آن به هوشنگ نسبت داده شده‌است.
در قدیم در زبان فارسی پوست قاقم که با دم باشد را «قاقم انگشت‌نما» می‌نامیدند زیرا قسمت دم در این پوست به شکل انگشت دیده می‌شود. دم داشتن خز قاقم نشانه اصالت آن بود. در ادبیات فارسی قاقم نشانهٔ سپیدی رنگ است چنان‌که قاقم‌نما به معنی سپید نما، قاقم‌عارض به معنای سپید چهره و قاقم‌پوش در معنای سپیدپوش به‌کار رفته‌است.